# Nagour Mira

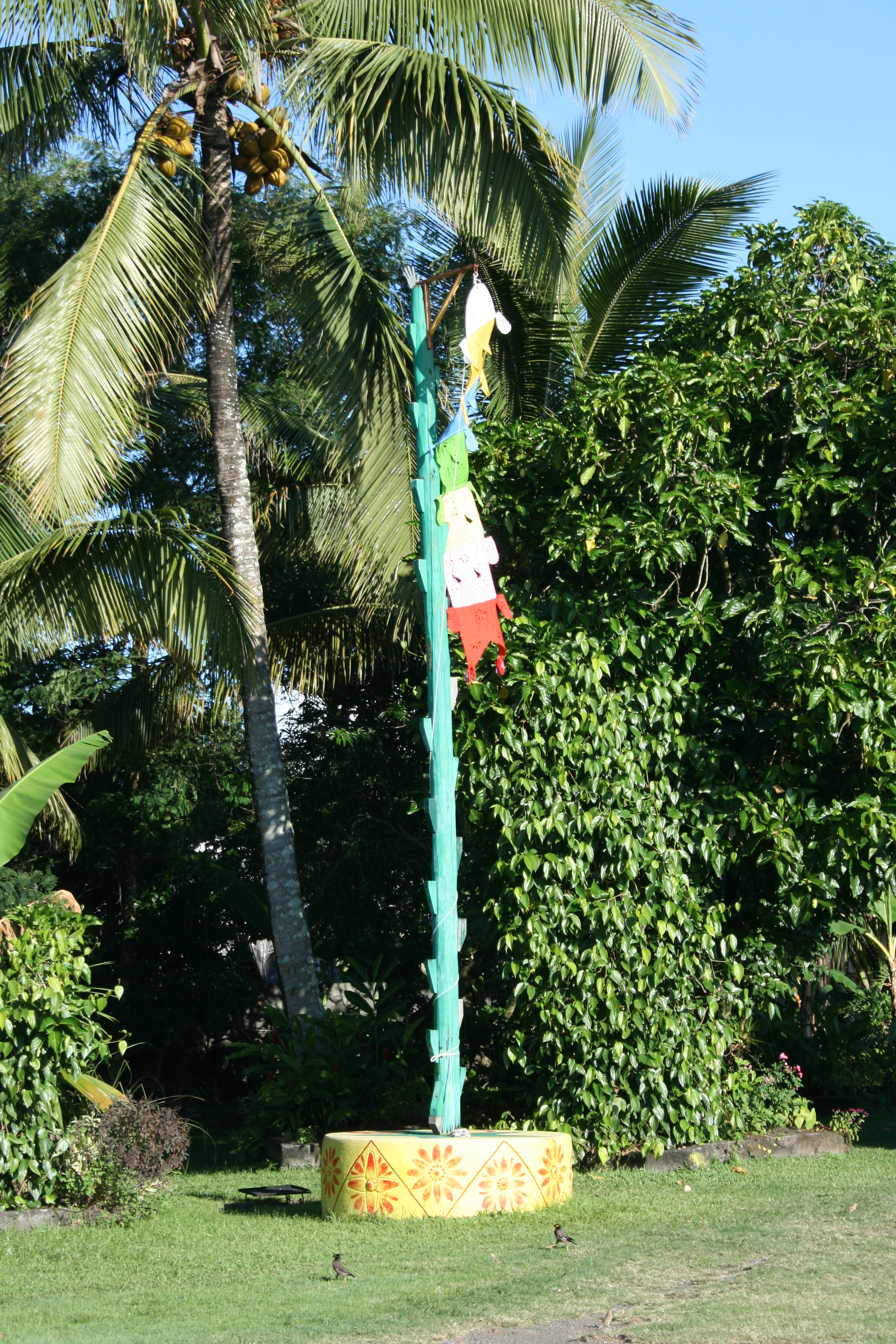
Vue du cody du temple du Colosse, à Saint-André de La Réunion.

Nagour Mira est une divinité masculine du culte hindou honorée par les communautés d'origine tamoule que l'on trouve dans les Mascareignes, aux Antilles  au Suriname et en Guyana. Produit du syncrétisme religieux autrefois à l'œuvre dans les colonies sucrières qui ont eu recours à l'engagisme pour se procurer de la main-d'œuvre agricole, elle n'est que rarement représentée sous des traits anthropomorphes, conformément à la tradition musulmane de laquelle elle est issue. Dans la cour des temples, elle est symbolisée par un mât surmonté d'une main ouverte et au bout duquel bat un pavillon aux couleurs vives durant les cérémonies religieuses.

## Terminologie
L'extension géographique du culte dont fait l'objet Nagour Mira lui vaut d'autres noms que ce dernier, qui est celui d'un saint en Inde. Si l'on en croit Gerry L'Étang, il est question de Nagoumila en Martinique, de Nagoumira en Guadeloupe et de Nagura au Suriname et au Guyana, toutes ces formes dérivant de l'appellation originelle. À La Réunion, où l'on constate quelques occurrences de Nagoura Mira, on utilise plutôt Nargoulan, voire Nargoulam, orthographié avec un M — Jean-François Sam-Long a utilisé cette dernière graphie en 1984.

## Symbolique
Dans les lieux de culte tamouls, Nagour Mira est représenté par un mât à qui on a donné son nom. Planté au sol dans la cour, il porte à son sommet une main ouverte vers le ciel. D'après Michel Beniamino, l'auteur d'un dictionnaire sur le français de La Réunion, cette dernière est le symbole de la main d'Allah, le prophète. De fait, les cinq doigts écartés renvoient aux cinq piliers de l'islam que sont la chahada, la salat, la zakât, le saoum et le hajj.

## Liturgie
En certaines occasions particulières, Nagour Mira est honoré au moyen d'une oriflamme appelée « cody », le mot tamoul « kodi » signifiant « pavillon » d'après Robert Chaudenson. De fait, « pavillon »  est un autre terme utilisé pour désigner l'étendard en question.
Celui-ci est hissé au sommet du mât de Nagour Mira durant certaines cérémonies telles que celle qui marque le début du carême. Ainsi, il flotte pendant dix-huit jours à la suite de la marche sur le feu pour Draupadi. On ne l'enlève qu'au terme d'une nouvelle procédure rituelle elle-même appelée « descente du pavillon ».